# 東格陵蘭洋流

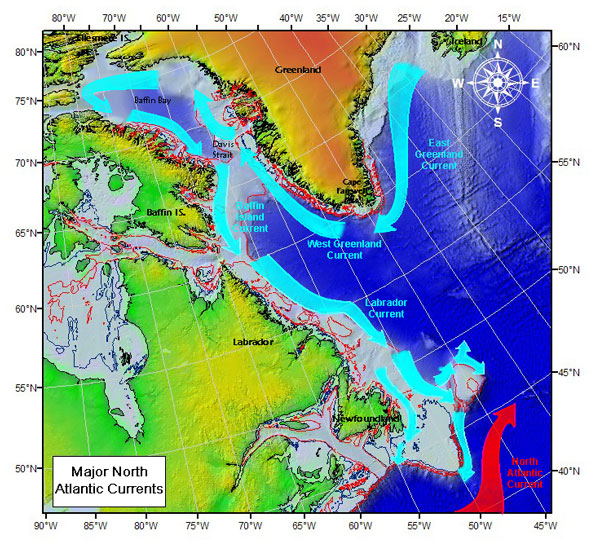
東格陵蘭洋流

東格陵蘭洋流（East Greenland Current）由源自北冰洋，帶來冰凍、低鹽度、往南的水流沿著東格陵蘭岸邊。東格陵蘭洋流為形成近極地環流（gyre）的五條主要洋流之一，並提供北冰洋的冰凍水源流往大西洋的一個主要途徑。